# ビスコー諸島
ビスコー諸島(Biscoe Islands)は、ルノー島、ラボ島、ラヴォアジェ島、ワトキンス島等から構成され、グレアムランドのW海岸と平行に北東から南西方向に約150キロメートルにわたって広がる諸島である。1832年2月17日から2月18日にかけてこの諸島を探検したイギリスの探検隊長ジョン・ビスコーにちなんで命名された。